# Karen Guillemin
Karen Jeanne Guillemin (* 20. Jahrhundert) ist eine US-amerikanische Biologin und Hochschullehrerin. Sie ist Philip-H.-Knight-Lehrstuhlinhaberin und Professorin für Biologie am Institut für Molekularbiologie der Oregon State University. Sie war eine Pionierin bei der Verwendung von Zebrafischen zur Untersuchung von Wirt-Mikroben-Interaktionen, einschließlich des Einflusses des Darmmikrobioms auf Entwicklung, Stoffwechsel und Immunität.

## Leben und Werk
Guillemin ist die Tochter des Mathematikers Victor Guillemin. Sie erhielt ihren Bachelor of Science am Radcliffe College der Harvard University und promovierte in Biochemie an der Stanford School of Medicine, wo sie die Organentwicklung bei Fruchtfliegen studierte. Sie forschte als Postdoktorandin in Mikrobiologie an der Stanford School of Medicine und studierte die bakterielle Pathogenese. 2001 wurde sie Mitglied der Abteilung für Biologie und des Instituts für Molekularbiologie der University of Oregon. Hier kombinierte sie ihr Interesse an Entwicklungsbiologie und Wirt-Mikroben-Interaktionen, um zu untersuchen, wie Tiere sowohl in gesundem als auch in krankem Zustand mit ihren ansässigen mikrobiellen Gemeinschaften koexistieren, wobei sie Modelltiere wie den Zebrafisch verwendete.
Sie ist Gründungsdirektorin des 2012 gegründeten Microbial Ecology and Theory of Animals (META) Center for Host-Microbe Systems Biology, das sich dem Verständnis der Funktionsweise von Wirt-Mikroben-Systemen widmet und dieses Wissen zur Förderung der menschlichen Gesundheit einsetzt.

## Forschung
Guillemin untersucht, wie Interaktionen zwischen Wirt und Mikrobe die Entwicklung von Tieren und die Bildung mikrobieller Gemeinschaften beeinflussen. In ihrer Arbeit untersucht sie, wie bakterielle Sekrete die Programme der Verbreitung und Reifung im Darmepithel, im angeborenen Immunsystem und in der Bauchspeicheldrüse beeinflussen. Parallel dazu untersucht sie, wie Bakterien Wirtsgewebe wahrnehmen, navigieren und mit ihnen interagieren. Ihre Forschungsgruppe verwendet für diese Studien mehrere gnotobiotische Tiermodelle, darunter Zebrafische. Die Live-Imaging-Studien ihrer Gruppe an Zebrafischen zeigen, wie die Bakteriendynamik im Darm von Wirbeltieren die Zusammensetzung der Mikrobiota und die Reaktionen des Wirtsgewebes beeinflusst.
Sie entdeckte ein neues bakterielles Protein, das in der menschlichen Mikrobiota konserviert ist und für die Entwicklung pankreatischer Betazellen des Wirts erforderlich ist. Sie zeigte, dass Mikroben die Signalwege des Wirts manipulieren, um das Schicksal der Darmzellen zu beeinflussen, dass die bakterielle Motilität und die Darmbiogeographie die Funktionen des Wirts stark beeinflussen und dass ein mit dem Wirt verbundenes Bakterium übertragbaren Krebs verursachen kann.
Guillemin hat zum Schutz ihrer Erfindungen mehrere Patente, die vom US-Patent- und Markenamt (USPTO) erteilt wurden.

## Auszeichnungen und Ehrungen (Auswahl)
- 2016: Fellow der American Academy of Microbiology
- 2020: Fellow der American Academy of Arts and Sciences
- 2020: Mitglied der American Association for the Advancement of Science[12]

## Veröffentlichungen (Auswahl)
- mit B. H. Schlomann, T. J. Wiles, E. S. Wall, R. Parthasarathy: Sublethal antibiotics collapse gut bacterial populations by enhancing aggregation and expulsion. Proc Natl Acad Sci U S A, 2019. doi:10.1073/pnas.1907567116.
- mit C. D. Robinson, H. S. Klein,K. D.  Murphy, R. Parthasarathy, B. J. M. Bohannan: Experimental bacterial adaptation to the zebrafish gut reveals a primary role for immigration. PLoS Biol, 16(12), 2018. doi:10.1371/journal.pbio.2006893
- mit A. S. Rolig, E. G. Sweeney, L. E. Kaye, M. D.  DeSantis, A. Perkins, A. V. Banse: A bacterial immunomodulatory protein with lipocalin-like domains facilitates host-bacteria mutualism in larval zebrafish. Elife, 7, 2018. doi:10.7554/eLife.37172
- mit A. S. Rolig, E. K. Mittge, J. Ganz, J. V. Troll, E. Melancon, T. J. Wiles: The enteric nervous system promotes intestinal health by constraining microbiota composition. PLoS Biol, 15(2), 2017.doi:10.1371/journal.pbio.2000689
- mit J. H. Hill, E. A. Franzosa, C. Huttenhower: A conserved bacterial protein induces pancreatic beta cell expansion during zebrafish development. Elife, 5, 2016. doi:10.7554/eLife.20145.